# Municipio Simojovel
Koordinaten: 17° 9′ N, 92° 43′ W
Simojovel ist ein Municipio im mexikanischen Bundesstaat Chiapas. Das Municipio hat etwa 40.000 Einwohner und eine Fläche von 315 km². Größter Ort des Municipios und zugleich sein Verwaltungssitz ist Simojovel de Allende. 

## Geographie und Geologie
Das Municipio Simojovel liegt im mittleren Norden des mexikanischen Bundesstaats Chiapas auf Höhen zwischen 200 m und 2200 m. Es zählt zur Gänze zur physiographischen Provinz der Sierra Madre de Chiapas und liegt vollständig in der hydrologischen Region Grijalva-Usumacinta.  Etwa 57 % der Gemeindefläche sind bewaldet, 27 % werden von Weideland eingenommen, 15 % dienen dem Ackerbau.
Die Geologie des Municipios wird zu 48 % von Kalkstein bestimmt bei 35 % Sandstein-Lutit und 17 % Sandstein; vorherrschende Bodentypen sind der Luvisol (47 %), Planosol (44 %) sowie Phaeozem (9 %). Das Municipio liegt in Bergen, die aus meist siliziklastischen Sedimentgesteinen des Tertiärs und Kalksteinen der Oberkreide aufgebaut sind und deren Tektonik durch Falten, Seitenverschiebungen und Überschiebungen geprägt ist (Chiapas Thrust-Fold Belt). Die spätoligozän-frühmiozänen Anteile der Schichtenfolge (Mazantic-Schiefer, Balumtum-Sandstein) zeichnen sich durch die Führung von Bernstein (sogenanntem Chiapas-Bernstein) aus, der aufgrund seiner Einschlüsse fossiler Gliederfüßer Gegenstand intensiver wissenschaftlicher Forschung ist.
Das Municipio Simojovel grenzt an die Municipios Huitiupán, Sabanilla, Tila, Yajalón, Pantelhó, Chalchihuitán, El Bosque, Jitotol, San Andrés Duraznal und Pueblo Nuevo Solistahuacán.

## Bevölkerung
Beim Zensus 2010 wurden im Municipio 40.297 Menschen in 7.379 Wohneinheiten gezählt. Davon wurden 26.731 Personen als Sprecher einer indigenen Sprache registriert, darunter 18.619 Sprecher des Tzotzil und 5.868 Sprecher des Tzeltal. Knapp 32 Prozent der Bevölkerung waren Analphabeten. 10.968 Einwohner wurden als Erwerbspersonen registriert, wovon knapp 87 % Männer bzw. 1 % arbeitslos waren. Über 68 % der Bevölkerung lebten in extremer Armut.

## Orte
Das Municipio Simojovel umfasst 122 bewohnte localidades, von denen nur der Hauptort vom INEGI als urban klassifiziert ist. Sieben Orte wiesen beim Zensus 2010 eine Einwohnerzahl von über 1000 auf, 54 Orte hatten weniger als 100 Einwohner. Die größten Orte sind:
| Ort                     | Einwohner |
| Simojovel de Allende    | 10.762    |
| Pueblo Nuevo Sitala     | 02.437    |
| La Pimienta             | 01.755    |
| El Jardín               | 01.626    |
| La Ceiba                | 01.275    |
| Las Maravillas          | 01.204    |
| Constitución            | 01.103    |
| Guadalupe Victoria Dos  | 00.958    |
| José Castillo Tielemans | 00.827    |
| Las Mercedes Esperanza  | 00.754    |